# JAMBOREE 1
『JAMBOREE 1』（ジャンボリー1）は、日本のロックバンド・スピッツの初のライブビデオ作品。規格はVHSとLDの2種類。1996年10月10日にポリドールより発売。

## 概要
- 「JAMBOREE TOUR “TONGARI '95-'96”」、及び「JAMBOREE TOUR LIMITED '96 “カゲロウの集い”」と、異なった2つのツアーの中から選曲、構成されている。また、随所にオフショットも収録。
- カバーモデルは、本作の二週間後に発売された7thアルバム『インディゴ地平線』のジャケットも飾った小倉智栄。
- 本作は後の2001年6月6日に発売のDVD『ジャンボリー・デラックス』に収録される（ただし、エンディングテロップとなる「不死身のビーナス」のライブ映像はカット）。

## 収録曲
1. 恋は夕暮れ
2. 魔女旅に出る
3. 惑星のかけら
4. 名前をつけてやる
5. スパイダー
6. ベビーフェイス
7. 迷子の兵隊
8. うめぼし
9. ラズベリー
10. チェリー
11. ヒバリのこころ
12. 不死身のビーナス

（1、2、6～10）1996年5月26日 名古屋センチュリーホール　【JAMBOREE TOUR LIMITED '96 “カゲロウの集い”】
（3～5、11、12）1996年2月17日 NHKホール　【JAMBOREE TOUR “TONGARI '95-'96”】

## 参加ミュージシャン
スピッツ
- 草野マサムネ：Vocals,Guitars
- 三輪テツヤ：Guitars,Backing vocals
- 田村明浩：Bass guitar,Backing vocals
- 崎山龍男：Drums,Backing vocals

“TONGARI '95～'96”
- 明石敏子：Keyboards,Backing vocals

“カゲロウの集い”
- 笹路正徳：Arrengement and Conduct
- 川瀬正人：Latin percussion
- ボブ・ザング、近藤和彦：Saxophone
- 数原晋、河東伸夫：Trumpet
- 中川英二郎、清岡太郎：Trombone
- 篠崎正嗣、村田幸謙、城戸喜代、山本純、押鐘貴之、高橋直之：Violin
- 鈴木民雄、大沼幸江：Viola
- 堀沢真己、柏木広樹：Cello
- 明石敏子：Keyboards,Backing vocals